# Haematopota brunnipennis
Haematopota brunnipennis är en tvåvingeart som beskrevs av Ricardo 1906. Haematopota brunnipennis ingår i släktet Haematopota och familjen bromsar. Inga underarter finns listade i Catalogue of Life.